# Bob Waters
Robert Lee Waters, detto Bob (Millen, 22 giugno 1938 – 29 maggio 1989), è stato un giocatore di football americano statunitense che ha giocato nel ruolo di quarterback nella National Football League (NFL). Al college giocò a football prima alla Stetson University e poi al Presbyterian College.

## Carriera professionistica
Waters fu scelto dai San Francisco 49ers nel settimo giro del Draft NFL 1960 e dai San Diego Chargers nel Draft AFL 1960. Decise di firmare con i primi, passandovi tutta la carriera professionistica in cui passò tre touchdown e subì 7 intercetti. Per una stagione, Waters giocò anche in difesa come defensive back.

## Vittorie e premi
Nessuno

## Statistiche
| Yard passate      | 707  |
| Touchdown         | 3    |
| Intercetti subiti | 7    |
| Passer rating     | 46,7 |